# Karl Bähre
Karl Bähre   (Hannover, 14 d'abril de 1899 - Hannover, 14 de gener de 1960) va ser un waterpolista alemany que va competir durant la dècada de 1920 i 1930.
El 1928 va prendre part en els Jocs Olímpics d'Amsterdam, on va guanyar la medalla d'or en la competició de waterpolo. En el Campionat d'Europa fou segon el 1934 i tercer el 1926. Guanyà la lliga alemanya de 1921 a 1923 i el 1927.